# Hidemitsu Nakano
Hidemitsu Nakano (中野英光, Nakano Hidemitsu, 18 avril 1890 – 19 mars 1982) est un général de l'armée impériale japonaise, commandant les forces terrestres japonaises dans le sud-ouest du Pacifique pendant les derniers mois de la Seconde Guerre mondiale.